# Стальной двор

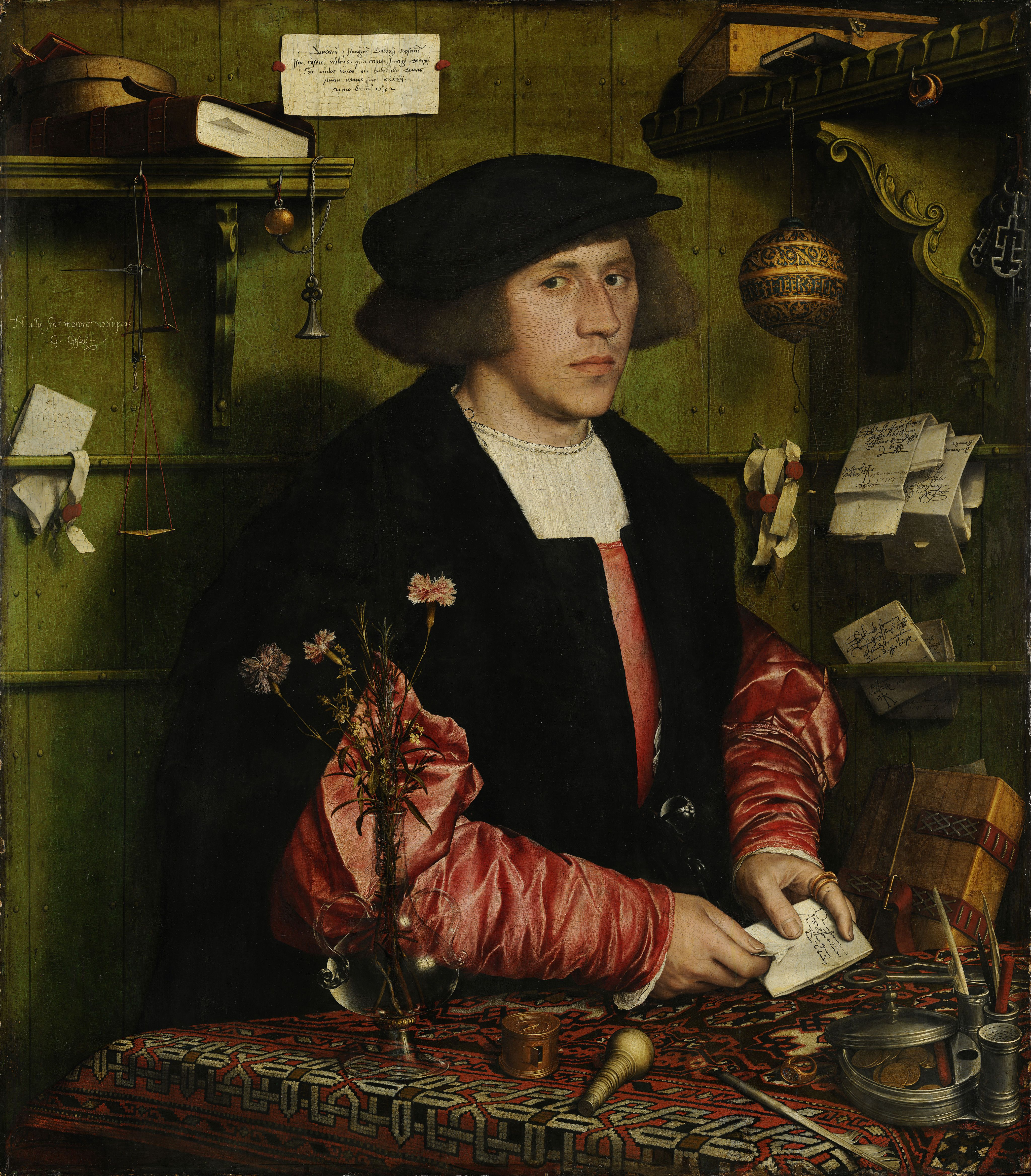
«Портрет Георга Гизе», купца «Стального двора» родом из Данцига, кисти Г.Гольбейна. 1532

«Стальной двор» (англ. Steelyard, от неправильного перевода нем. Staalhof: ср.-нижн.-нем. Staal — образец и Hof — двор; ошибка вызвана одинаковым звучанием двух нем. слов Staal и Stahl — сталь) — название конторы немецких ганзейских купцов в Лондоне, главный центр ганзейской торговли в Англии (с XV века). Располагался на месте старого торгового подворья немецких купцов, известного с середины XIII века. «Стальной двор» — особая община, члены которой пользовались широкими торговыми привилегиями в Англии. Территория «Стального двора» включала жилые помещения купцов, склады, церковь. Руководили «Стальным двором» видные купцы из Любека. Торговые сделки регламентировались Ганзой.